# 신일비즈니스고등학교
신일비즈니스고등학교(新一비즈니스高等學校)는 대한민국 경기도 고양시 일산서구 일산동에 있는 공립 고등학교이다.

## 학교 연혁
- 1996년 1월 13일 : 신일정보산업고등학교 설립인가 36학급 (학년별 12학급) [정보처리과(5),상업과(3),유통경제과(2),사무자동화과(2)]
- 1996년 3월 1일 : 개교, 초대 김부중 교장 취임
- 1996년 3월 4일 : 제1회 입학식 [6학급] [정보처리과(3),상업과(1),유통경제과(1),사무자동화과(1)]
- 1999년 2월 14일 : 제1회 졸업식 [6학급 160명]
- 2011년 3월 1일 : 신일비즈니스고등학교 교명 변경
- 2011년 7월 26일 : 경기도교육청 특성화고등학교 지정
- 2023년 3월 1일 : 학과개편(1학년 8학급, 5개 학과) [스마트IT경영과(2), 스토어기획과(2), 시각디자인과(2), 모션그래픽디자인과(1), 보건간호과(1)]
- 2024년 1월 5일 : 제26회 졸업식(8학급 133명, 연인원 9,933명)
- 2024년 3월 1일 : 제11대 이향재 교장 취임
- 2024년 3월 4일 : 제29회 입학식(8학급 165명)
- 2025년 1월 9일 : 제27회 졸업식(9학급 127명, 연인원 10,060원)
- 2025년 3월 4일 : 제30회 입학식(8학급, 132명)

## 설치 학과
- 스마트IT경영과
- 스토어기획과
- 시각디자인과
- 모션그래픽디자인과
- 보건간호과

## 참고 자료
- 신일비즈니스고등학교 - 한국교육학술정보원 학교알리미